# Andrzej Witczak
Andrzej Witczak (ur. 1961) – polski koszykarz występujący na pozycji skrzydłowego.

## Osiągnięcia
Klubowe
- Mistrz Polski (1985)
- Brązowy medalista mistrzostw Polski (1981, 1983, 1984)
- Finalista pucharu Polski (1984)
- Awans do najwyższej klasy rozgrywkowej (1979)